# Gottfried Ludolf Camphausen

Gottfried Ludolf Camphausen (10 de janeiro de 1803 – 3 de dezembro de 1890) foi um banqueiro renano e político que serviu como Ministro-presidente da Prússia.

## Vida
Durante as Revoluções de 1848 nos Estados Alemães, Ludolf Camphausen saiu repentinamente de sua mesa de banqueiro em Colônia para a cadeira presidencial do Ministério de Estado em Berlim, sendo chamado pelo rei Frederico Guilherme IV da Prússia para suceder Conde Arnim-Boitzenburg como primeiro-ministro, em 29 de março. Ludolf contou amplamente com os comprovados talentos empresariais de seu irmão mais novo (Otto), e os dois poderiam ter tido sucesso se não tivessem que enfrentar a insinceridade do monarca de um lado e a desconfiança da maioria Radical e Progressista da Assembleia do outro lado.
Tanto Ludolf quanto Otto Camphausen eram liberais moderados – liberais demais para atender às visões do rei e da clique feudalista reacionária ao seu redor, e conservadores demais para a impaciência dos homens do progresso. Menos de três meses foram suficientes para convencer Ludolf Camphausen desse fato, e já em 20 de junho ele apresentou sua renúncia ao rei.

Um mês depois, Camphausen foi enviado como representante prussiano ao Parlamento de Frankfurt. Ele permaneceu lá até abril de 1849, quando finalmente renunciou e voltou ao seu negócio bancário em Colônia, completamente desiludido com as ilusões sedutoras do poder e do cargo.